# Brenna (gmina)
Brenna – gmina wiejska w województwie śląskim, w powiecie cieszyńskim. W latach 1975–1998 gmina położona była w województwie bielskim.
Według danych z 30 czerwca 2004 gminę zamieszkiwały 10 164 osoby. Natomiast według danych z 31 grudnia 2017 roku gminę zamieszkiwało 11 230 osób.

## Miejscowości wchodzące w skład gminy

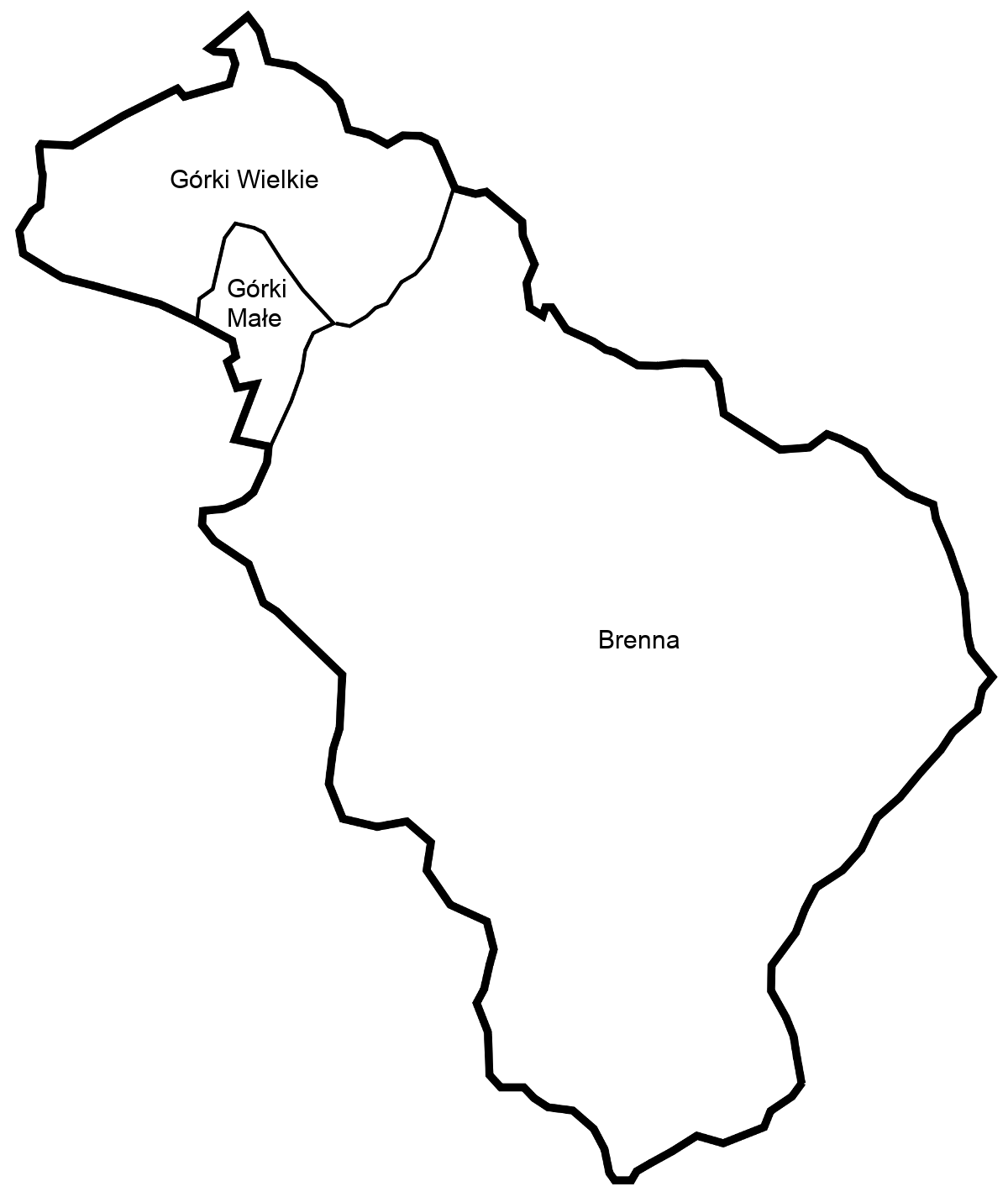
Miejscowości gminy Brenna

| Herb                | Sołectwo             | Powierzchnia (w ha) | Ludność (2008) | Gęstość zaludnienia [os./km²] | Położenie |
| ------------------- | -------------------- | ------------------- | -------------- | ----------------------------- | --------- |
| herb Brennej        | Brenna (wieś gminna) | 7830                | 5859           | 74,8                          |           |
| herb Górek Wielkich | Górki Wielkie        | 1467                | 3554           | 242,3                         |           |
| herb Górek Małych   | Górki Małe           | 275                 | 768            | 279,3                         |           |

## Położenie i struktura powierzchni
Gmina położona jest w południowej części województwa śląskiego. Jej tereny leżą prawie w całości w dorzeczu Brennicy: ich większa, południowa część w granicach Beskidu Śląskiego, mniejsza, północna (Górki Wielkie i Małe) – w granicach Pogórza Śląskiego. Jej tereny sięgają po grzbiet pasma Błatniej na północy, przełęcz Karkoszczonkę na wschodzie, Przełęcz Salmopolską na południu i grzbiet pasma Równicy na zachodzie.
Według danych z roku 2002 gmina Brenna ma obszar 95,54 km², w tym:
- użytki rolne: 30%
- użytki leśne: 64%

Gmina stanowi 13,08% powierzchni powiatu.

## Ochrona przyrody
Na terenie gminy znajduje się stanowisko dokumentacyjne Jaskinia Wiślańska na zachodnim stoku grzbietu łączącego masyw Malinowskiej Skały z masywem Trzech Kopców, nieco poniżej Przełęczy Salmopolskiej, w zakresie wysokości 820–900 m n.p.m. w leśnictwie Leśnica. Celem ustanowienia stanowiska dokumentacyjnego jest zachowanie systemu jaskiniowego z formą osuwiskową, w obrębie której system ten występuje oraz zabezpieczenie przed degradacją: korytarzy jaskini, osadów i nacieków jaskiniowych, a także zachowanie zbiorowisk fauny, w tym nietoperzy hibernujących w jaskini i bytujących w jej sąsiedztwie.

## Transport
Przez gminę przebiegają następujące drogi wojewódzkie:
- 941 Harbutowice (S52, DK81) - Ustroń - Wisła - Istebna
- 942 Bielsko-Biała (S52, DK52, S1) - Szczyrk - Wisła

Na północ od gminy Brenna biegnie droga ekspresowa S52, na tym odcinku biegnąca razem z trasą europejską E462.
W gminie przejeżdżają drogi powiatowe:
- 2600S Górki Wielkie (ul. Bielska) - Grodziec
- 2601S Górki Wielkie (ul. Szprotawicka)
- 2602S Skoczków - skrzyżowanie z S52 - Górki Wielkie (ul. Zofii Kossak) - Górki Małe (ul. Breńska) - Brenna (ul. Górecka, ul. Wyzwolenia, ul. Bukowa)
- 2603S Brenna (ul. Leśnica) - Leśnica (ul. Leśnica, ul. Stawowa)
- 2604S Brenna (ul. Lipowska) - Lipowiec

## Demografia

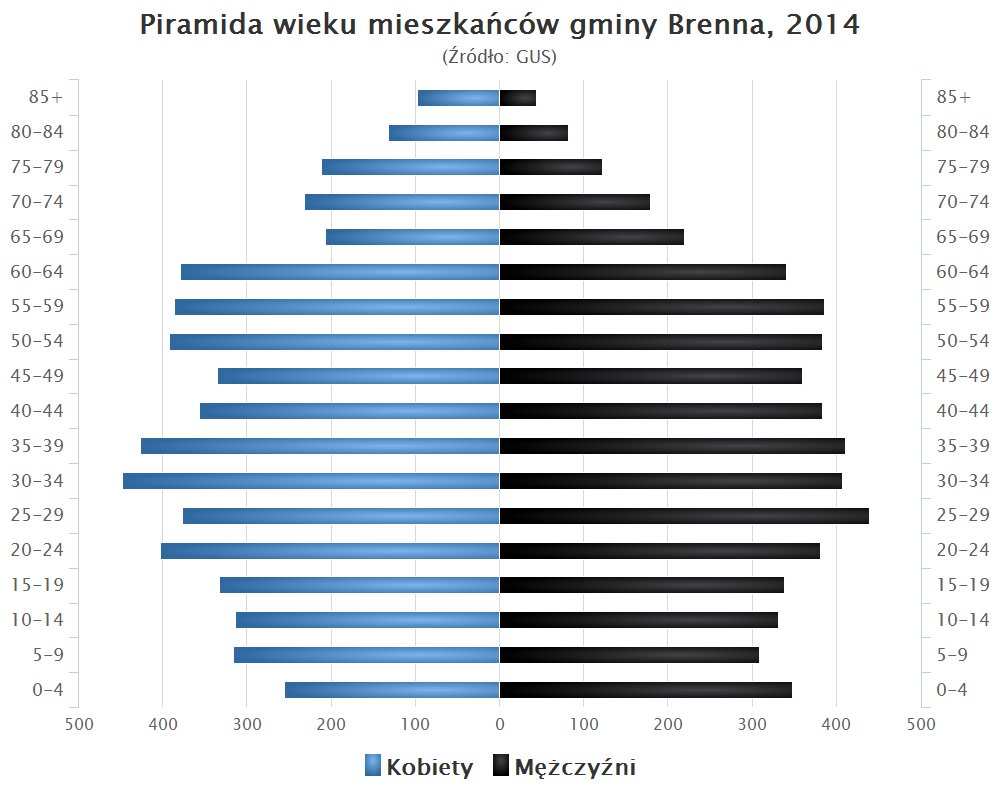
Piramida wieku mieszkańców gminy Brenna w 2014 roku

W 1900 roku Brenna, Górki Wielkie i Małe miały łączną powierzchnię 9561 ha (95,61 km²) a liczbę ludności 4301 (gęstość zaludnienia 45 os./km²) zamieszkałych w 555 budynkach, z czego 4270 (99,3%) było polsko-, 15 czesko- a 14 niemieckojęzycznymi, 3614 (84%) było katolikami, 655 (15,2%) ewangelikami a 32 (0,7%) wyznawcami judaizmu.
Dane z 30 czerwca 2004:
| Opis                              | Ogółem | Ogółem | Kobiety | Kobiety | Mężczyźni | Mężczyźni |
| --------------------------------- | ------ | ------ | ------- | ------- | --------- | --------- |
| Jednostka                         | osób   | %      | osób    | %       | osób      | %         |
| Populacja                         | 10 164 | 100    | 5149    | 50,7    | 5015      | 49,3      |
| Gęstość zaludnienia [mieszk./km²] | 106,4  | 106,4  | 53,9    | 53,9    | 52,5      | 52,5      |

## Miasta partnerskie[12]
- Główczyce, Polska
- Campodipietra, Włochy
- Fleurbaix, Francja
- Siófok, Węgry
- Baiersdorf, Niemcy

## Sąsiednie gminy
Skoczów, Jasienica, Jaworze, Bielsko-Biała, Szczyrk, Wisła i Ustroń.